# 50 złotych 1924 Klęczący rycerz
50 złotych 1924 Klęczący rycerz – moneta próbna okresu złotowego II Rzeczypospolitej, wybita według projektu Tadeusza Breyera, z rewersem zatwierdzonym przez Ministra Skarbu rozporządzeniem dotyczącym między innymi wzorów złotych polskich monet obiegowych planowanych jako element reformy walutowej Władysława Grabskiego.
Zarówno na awersie jak i na rewersie 50-złotówki nie umieszczono ani nominału, ani nazwy jednostki monetarnej.
Na monecie nie ma znaku mennicy ani napisu „PRÓBA”.

## Rys historyczny
W jednym z aktów prawnych poprzedzających reformę Władysława Grabskiego, tj. w dekrecie Prezydenta RP z 20 stycznia 1924 r., przewidywano bicie 3100 złotych z jednego kilograma stopu złota próby 900 (9/31 grama czystego kruszcu na 1 złoty), w nominałach: 10, 20, 50 i 100 złotych. 26 maja 1924 r. Minister Skarbu wydał rozporządzenie ustalające wzory 13 monet o nominałach od 1 grosza do 100 złotych, w tym planowanych wówczas do wprowadzenia czterech nominałów ze złota, dla których wybrano wspólny typ awersu autorstwa Antoniego Madeyskiego (określający również nominał) oraz wspólny rewers z klęczącym rycerzem autorstwa Tadeusza Beyera.
Do emisji złotych monet według zatwierdzonego wzoru jednak nie doszło, a na początku 1925 r. rozpisano nowy konkurs na projekt złotych polskich monet obiegowych. Zwyciężczynią została Zofia Trzcińska-Kamińska, według projektu której bito później (od 1926 r.) złote bulionowe 10- i 20-złotówki z Bolesławem Chrobrym.
Rewers Tadeusza Breyera doczekał się jedynie bicia w postaci monety próbnej o średnicy identycznej jak planowana złota moneta 50-złotowa, jednak w połączeniu z innym niż w rozporządzeniu awersem – niezawierającym żadnych oznaczeń nominału. Wybito w ten sposób hybrydową monetę próbną, której ze względu na średnicę na podstawie rozporządzenia z 1924 r. przypisywany jest nominał 50 złotych.

## Awers
Na tej stronie znajduje się godło – orzeł w koronie, po obu stronach łap – „19 24”, dookoła w otoku napis: „RZECZPOSPOLITA POLSKA”.
Awers jest identyczny jak awers jednej z monet próbnych 2-złotowych z 1924 r.

## Rewers
Na tej stronie monety umieszczono pośrodku z profilu postać klęczącego na lewym kolanie rycerza z mieczem w dłoni i z wzniesioną do przysięgi prawą ręką, poniżej rok – 1924, dookoła w otoku napis: „RZECZPOSPOLITA POLSKA”.

## Opis
Moneta została wybita z rantem gładkim w miedzi, na krążku o średnicy 28 mm, w nakładzie 105 sztuk.
Pod koniec drugiego dziesięciolecia XXI w. ze znanych monet II Rzeczypospolitej moneta próbna z klęczącym rycerzem jest:
- jedyną monetą o wartości 50 złotych,
- jedną z dwóch monet bez nominału, obok 5 złotych 1930 Wizyta w Brukseli,
- jedną z czterech próbnych monet bez nazwy jednostki monetarnej, obok[9]:
  - 50 marek polskich 1923[10],
  - 100 marek polskich 1922 Józef Piłsudski
  - 5 złotych 1930 Wizyta w Brukseli,

- jedną z siedmiu monet będącymi efektem przygotowań Mennicy Państwowej do wprowadzenia złotych monet obiegowych przewidywanych przez reformę walutową Władysława Grabskiego, obok:
  - 10 złotych 1925 Profile kobiety i mężczyzny projektu Antoniego Madeyskiego,
  - 10 złotych 1925 Bolesław Chrobry projektu Zofii Trzcińskiej-Kamińskiej,
  - 20 złotych 1924 Monogram RP projektu T. Załuskiego,
  - 20 złotych 1925 Polonia projektu Antoniego Madeyskiego,
  - 20 złotych 1925 Bolesław Chrobry projektu Zofii Trzcińskiej-Kamińskiej,
  - 100 złotych 1925 Mikołaj Kopernik projektu Stanisława Szukalskiego.

## Odmiany
W drugim dziesięcioleciu XXI w. znane są również bicia tej monety w:
- brązie (nakład nieznany, masa 10,2–10,3 grama),
- ołowiu (nakład nieznany, masa nieznana),
- aluminium (nakład nieznany, masa nieznana),
- srebrze (nakład nieznany, masa nieznana),
- złocie (nakład nieznany, masa 17,23 grama).

W początku XXI w. Mennica Polska w ramach serii: „240 lat Mennicy Polskiej – Repliki monet polskich według projektów z okresu międzywojennego” wydała blister  „Klęczący Rycerz” zawierający cztery pozłacane repliki/wyobrażenia złotych monet II Rzeczypospolitej zgodnych z rozporządzeniem Ministra Skarbu z 1924 r., a więc planowane, ale nigdy w dwudziestoleciu międzywojennym niewybite, monety z klęczącym rycerzem Tadeusza Breyera.